# 1158 Luda
Az 1158 Luda (ideiglenes jelöléssel 1929 QF) a Naprendszer kisbolygóövében található aszteroida. Grigorij Neujmin fedezte fel 1929. augusztus 31-én.